# Pandanus schizocarpus
Pandanus schizocarpus är en enhjärtbladig växtart som beskrevs av Forest Buffen Harkness Brown. Pandanus schizocarpus ingår i släktet Pandanus och familjen Pandanaceae. Inga underarter finns listade.